# Устименко Володимир Анатолійович
Устименко Володимир Анатолійович — директор Інституту економіко-правових досліджень НАН України, доктор юридичних наук, професор, член-кореспондент НАПрН України, Заслужений юрист України.

## Освіта
Донецький національний університет (на момент закінчення — Донецький державний університет), економіко-правовий факультет, спеціальність «Правознавство» (1989 рік).

## Наукова та трудова діяльність
1995 рік — захистив кандидатську дисертацію за спеціальністю 12.00.04 на тему «Правове регулювання взаємовідносин міської ради із суб'єктами підприємництва».
2002 рік — присвоєно звання доцента.
2008 рік — захистив докторську дисертацію за спеціальністю 12.00.04 на тему «Власність територіальної громади міста (господарсько-правові аспекти)».
З 2008 року обіймав посаду заступника директора з наукової роботи Інституту економіко-правових досліджень НАН України.
2011 рік — присвоєно звання професора кафедри спеціально-правових дисциплін.
2013 рік — присвоєно звання члена-кореспондента Національної академії правових наук України.
З жовтня 2013 року призначений директором Інституту економіко-правових досліджень НАН України.

## Нагороди
Нагороджений грамотами та подяками Кабінету Міністрів України, асоціації міст і громад України, Союзу юристів України, Донецької обласної державної адміністрації, Донецької обласної ради, Донецької міської ради, Донецького міського голови.
2007 рік — присвоєно звання «Заслужений юрист України».